# Cyrnus maroccanus
Cyrnus maroccanus är en nattsländeart som beskrevs av Lazar Botosaneanu 1983. Cyrnus maroccanus ingår i släktet Cyrnus och familjen fångstnätnattsländor. Inga underarter finns listade i Catalogue of Life.